# Vismia camparaguey
Vismia camparaguey är en johannesörtsväxtart som beskrevs av Thomas Archibald Sprague och Riley. Vismia camparaguey ingår i släktet Vismia och familjen johannesörtsväxter. Inga underarter finns listade i Catalogue of Life.